# Jakob (voornaam)
De voornaam Jakob is afgeleid van de Joodse aartsvader Jakob.
De Hebreeuwse naam יַעֲקֹב (Ya'aqov) is volgens het Bijbelboek Genesis 25:26 iets als 'hij die de hiel greep'. Naast deze volksetymologische oorsprong wordt voor de naam ook wel als mogelijke vertaling "hij zal beschermen" gegeven. Via de Griekse vorm Ιακωβος (Iakobos) kwam de naam in het Latijn terecht als Jacobus en Jacomus.
De naam werd vooral populair door de beide apostelen Jakobus de Mindere ("broer van Jezus") en Jakobus de Meerdere (zoon van Zebedeüs; een van de 12 apostelen). De laatste zou volgens een 7e-eeuwse Spaanse legende in Spanje hebben gepreekt en daar in Santiago de Compostela zijn begraven, dat om die reden een belangrijke pelgrimsplaats werd. Met de pelgrims groeide ook zijn populariteit als heilige (naamdag: 25 juli) en daarmee ook van zijn naam. Jakobus de Mindere werd als martelaar ook erg populair binnen de katholieke kerk en omdat een aantal Spaanse en Engelse koningen naar hem werden vernoemd, groeide daarmee ook de populariteit van de naam verder.
Deels historische vrouwelijke varianten zijn Jacoba (sinds 12e eeuw bekend), Jaqueta (rond 1400), Jaquemijne, Jaquemine, Jaquemijne, Jaquemijnkin, Jacquemine, Jacopmijne, Jaquelyne, Jaexmyntgen, Iacobtien (16e eeuw), Jacqueline, Jakelijn, Jakeline, Jacolijn, Jacobmina en Jakelintge (17e eeuw).

## Varianten
- Jacob
- Jacobus, ook de naam van twee apostelen
- Jacco
- Jaco
- Jakov
- Jaap
- Jack, Jacky
- Jaak, Sjaak, Sjakie, Tjako
- Koos, Kobe, Kobus
- Sjaak, als voornaam afgeleid van Jakob
- Giacomo, Jacopo, Giacobbe Italiaanse varianten
- Jacques, Franse variant
- Jakub, variant in Tsjechisch, Slowaaks en Pools 
  - ook voormalig chocolademerk, nu gefuseerd met Callebaut en beter bekend als sponsor van de gelijknamige wielerploeg: Chocolade Jacques (wielerploeg)
- Engelstalige varianten: Jake, James, Jamie, Jim

- Santiago wordt vooral gebruikt voor Jakobus de Meerdere, de beschermheilige van Spanje en is de samentrekking van Sant Yago, Sint Jakob.

De twee delen van de naam zijn in het Spaans zozeer met elkaar verweven dat men zich niet meer realiseert dat Sant eigenlijk een voorvoegsel is. 
Dit is vergelijkbaar met onze naam Sinterklaas. 
Zelfs in Spaanse Bijbelvertalingen wordt Ιακωβος (Jakoobos) dan ook vaak met Santiago vertaald en Santiago is een veel voorkomende voornaam in de Latijnse wereld, terwijl andere apostelen in een letterlijke vertaling  kortweg Pedro, Juan of Tomás heten, zonder San of Santo ervoor.
Andere Spaanse vormen: 
- Jacobo, volkomen regelmatig want de Latijnse uitgang -us wordt -o in het Spaans.
- Jaime, met de m die men ook in James aantreft.
- Diego, een vrijwel onherkenbare verbastering van Jakob.
- Iago en Santiago (doorverwijspagina over met name veel steden)

- Vrouwelijke varianten: Jacoba, Jacobien, Coba, Jacqueline, Jackie, Japke

## Enkele naamdragers
- Jaap Amesz
- Jaap Barendregt
- Jaap Boersma
- Jaap Blokker
- Jaap Burger
- Jaap Dekker
- Jaap van der Doef
- Jaap Drupsteen
- Jaap Eden
- Jaap Eggermont
- Jaap Fischer
- Jaap Kruithof
- Jaap ter Haar
- Jaap de Hoop Scheffer
- Jaap Jongbloed
- Jaap Kolkman
- Jaap van der Merwe
- Jaap van Meekren
- Jaap van Praag (bestuurder)
- Jaap van Praag (sportbestuurder)
- Jaap van Reesema (winnaar X-factor 2010)
- Jaap van de Scheur
- Jaap Stobbe
- Jaap Stotijn
- Jaap Stam
- Jaap Uilenberg
- Jaap van Zweden

- Jaak Dreesen, (jeugdboeken)schrijver
- Jaak Gabriëls, Belgisch-Limburgs politicus
- Jack Johnson, Amerikaans singer-songwriter
- Jack Nicholson, Amerikaans filmacteur
- Jack Spijkerman, Nederlands tv-persoonlijkheid
- Jackie Kennedy Onassis, voormalig first lady van de Verenigde Staten
- Jacob François Moreau, Nederlands orgelbouwer van Vlaamse komaf (1684-1751)
- Jacob ter Veldhuis, Nederlands componist
- Jacob van Artevelde, Gents staatsman (1290-1345)
- Jacob van Maerlant, Middelnederlands dichter
- Jakob van Wielink, Nederlands schrijver
- Jacob Wildeman, hét gezicht en -al ruim 40 jaar- collectant van het Noordelijk Heilsleger
- Jacoba van Beieren, middeleeuwse gravin
- Jacobus de Voragine
- Jacobus van Schotland, de naam van meerdere koningen van Schotland in de 15e en 16e eeuw
- Jacqueline Cochran, Amerikaans pilote
- Jacques Brel, Brussels zanger
- Jacques Delors, Frans politicus
- Jacques Rogge, voorzitter IOC
- Jacques Vriens
- Jacques Chirac
- James Blunt, Brits muzikant
- James Ensor, Oostends schilder
- James Morrison
- Koos Postema, Nederlands journalist
- Koos van Zomeren, Nederlands schrijver
- Giacomo Puccini, Italiaans componist
- Santiago Calatrava, Spaans architect